# Cleithrolepis
Cleithrolepis es un género extinto de peces actinopterigios prehistóricos. Fue descrito por Egerton en 1864.
Vivió en Australia, Sudáfrica y España. El género creció hasta unos 30 centímetros (12 pulgadas) de largo. Tenía una mandíbula inferior débil con dientes solo en la punta.